# Jesserndorf
Jesserndorf ist ein Gemeindeteil der Stadt Ebern im unterfränkischen Landkreis Haßberge in Bayern.

## Geografie
Das Pfarrdorf liegt im östlichen Teil des Landkreises in einer Talmulde, die vom Jesserndorfer Bach, der in die Preppach mündet, durchflossen wird. Die Staatsstraße 2278 von Königsberg in Bayern nach Ebern führt an dem Ort vorbei.

## Geschichte
Der Ortsname geht vermutlich auf den Personennamen des Ortsgründers „Jazo“ oder „Jeso“ zurück. 1154 wurde Jesserndorf erstmals indirekt mit dem Zeugen „Heinrich von gezendorff“ in einer Urkunde des Bamberger Bischofs Eberhard II. von Otelingen genannt. 1232 folgte eine Erwähnung in der Teilungsurkunde des Würzburger Fürstbischofs Hermann, in der Ebern von der Pfarrei Pfarrweisach getrennt wurde und „Gesendorff“ zu Ebern kam. 1317/22 erhielt Wolfram von Rotenhan vier Güter in „Jesendorf“. 1446 wurde Jesserndorf zur selbstständigen Pfarrei erhoben.
1862 wurde die seit 1818 selbstständige Landgemeinde Jesserndorf in das neu geschaffene bayerische Bezirksamt Ebern eingegliedert. Im Jahr 1871 zählte das Pfarrdorf 185 Einwohner, von denen 121 Katholiken und 64 Protestanten waren, sowie 43 Wohngebäude. Beide christliche Konfessionen besaßen jeweils eine Kirche und eine Schule in dem Ort. 1900 hatte die 514,52 Hektar große Gemeinde 195 Einwohner und 41 Wohngebäude. 1925 lebten in Jesserndorf 195 Personen, von denen 133 katholisch waren, in 40 Wohngebäuden.
1950 hatte Jesserndorf 256 Einwohner und 42 Wohngebäude. Im Jahr 1961 zählte das Pfarrdorf 215 Einwohner und 44 Wohngebäude. 1970 waren es 203 und 1987 202 Einwohner sowie 58 Wohngebäude mit 66 Wohnungen.
Am 1. April 1971 wurde die Gemeinde Weißenbrunn mit ihren Gemeindeteilen, den Einöden Obere Mühle und Straßenhof, nach Jesserndorf eingegliedert. Am 1. Juli 1972 folgte im Rahmen der Gebietsreform die Auflösung des Landkreises Ebern und Jesserndorf kam zum Haßberg-Kreis. Sechs Jahre später, am 1. Mai 1978, war die Eingemeindung nach Ebern.
Im Jahr 2002 wurde Jesserndorf Kreissieger im Bundeswettbewerb „Unser Dorf soll schöner werden“.

## Sehenswürdigkeiten

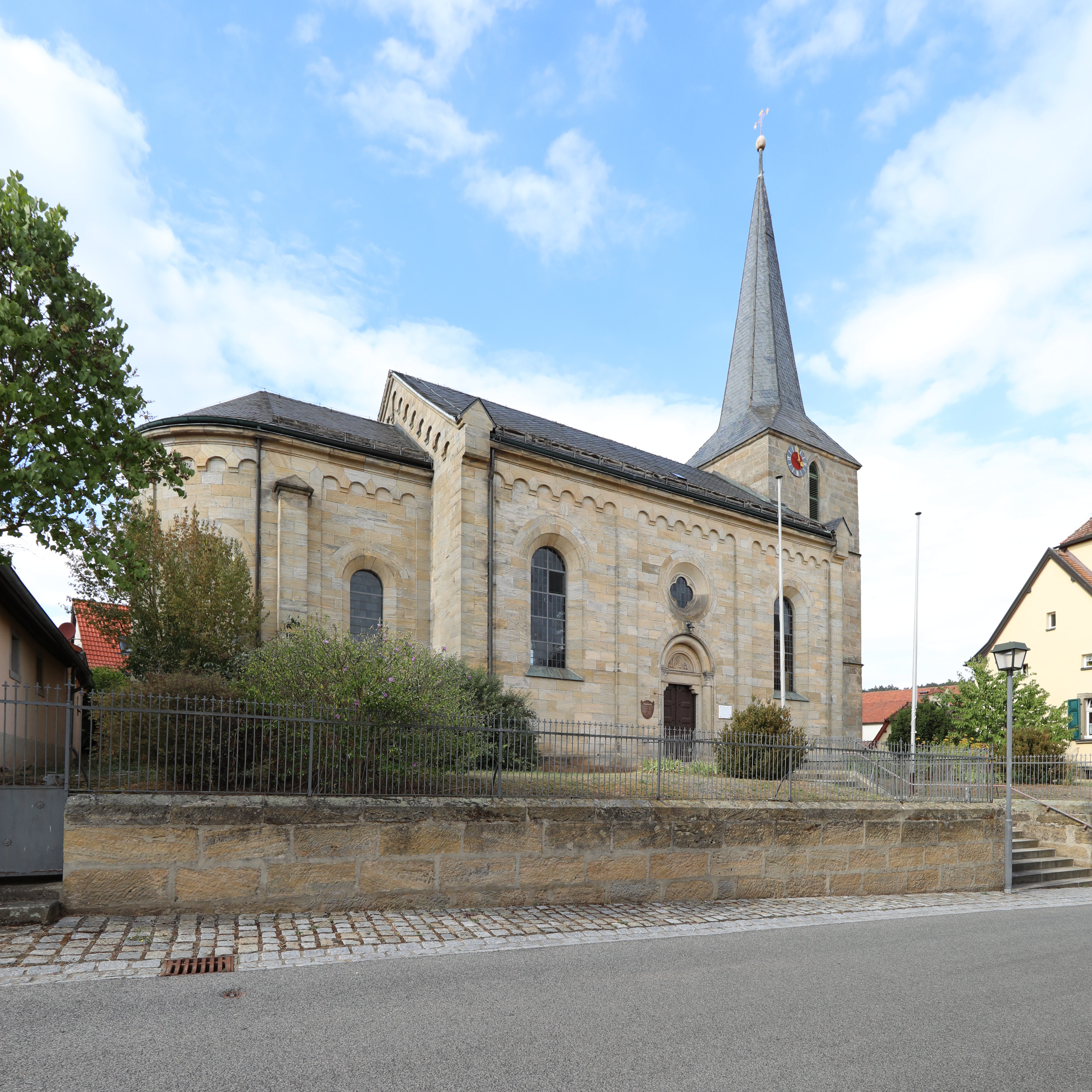
Katholische Pfarrkirche

Jesserndorf gehört zu den wenigen Dörfern in Unterfranken, in denen Kirchen von zwei christlichen Konfessionen seit Mitte des 19. Jahrhunderts stehen. Das ältere Gotteshaus, die römisch-katholische Pfarrkirche St. Antonius der Einsiedler, stammt im Kern aus dem Spätmittelalter. Der Kirchturm wird auf das 15. Jahrhundert datiert. 1886/87 wurden das heutige Langhaus und der eingezogene Westchor als Sandsteinquaderbau mit neuromanischen Gliederungen angebaut.
Die evangelisch-lutherische Pfarrkirche wurde 1857/58 nach Plänen des Pfarrvikars Johann Lorenz Kessler errichtet. Zuvor war 1855 das Vikariat Jesserndorf als Außenstelle der Pfarrei Eyrichshof gegründet worden. Die Gottesdienste fanden anfangs im Schloss Weißenbrunn statt. Die Kirche ist ein neugotischer Saalbau mit 150 Sitzplätzen. Er besteht aus Sandsteinquadern, hat ein Satteldach sowie einen Fassadenturm mit einem Pyramidendach. Angebaut ist das zweigeschossige, zur Straße giebelständige Pfarrhaus. 1908 wurde das Vikariat zur selbstständigen Pfarrei erhoben. 1972 wurde die Kirchengemeinde in die evangelisch-lutherische Pfarrei Ebern eingegliedert.
In der Bayerischen Denkmalliste sind insgesamt zwölf Baudenkmäler aufgeführt.